# Stanica (Pilchowice)
Stanica (deutsch Stanitz, 1936–1945 Standorf) ist eine Ortschaft in Oberschlesien. Administrativ liegt sie in der Gmina Pilchowice (Gemeinde Pilchowitz) im Powiat Gliwicki (Landkreis Gleiwitz) in der Woiwodschaft Schlesien.

## Geografie

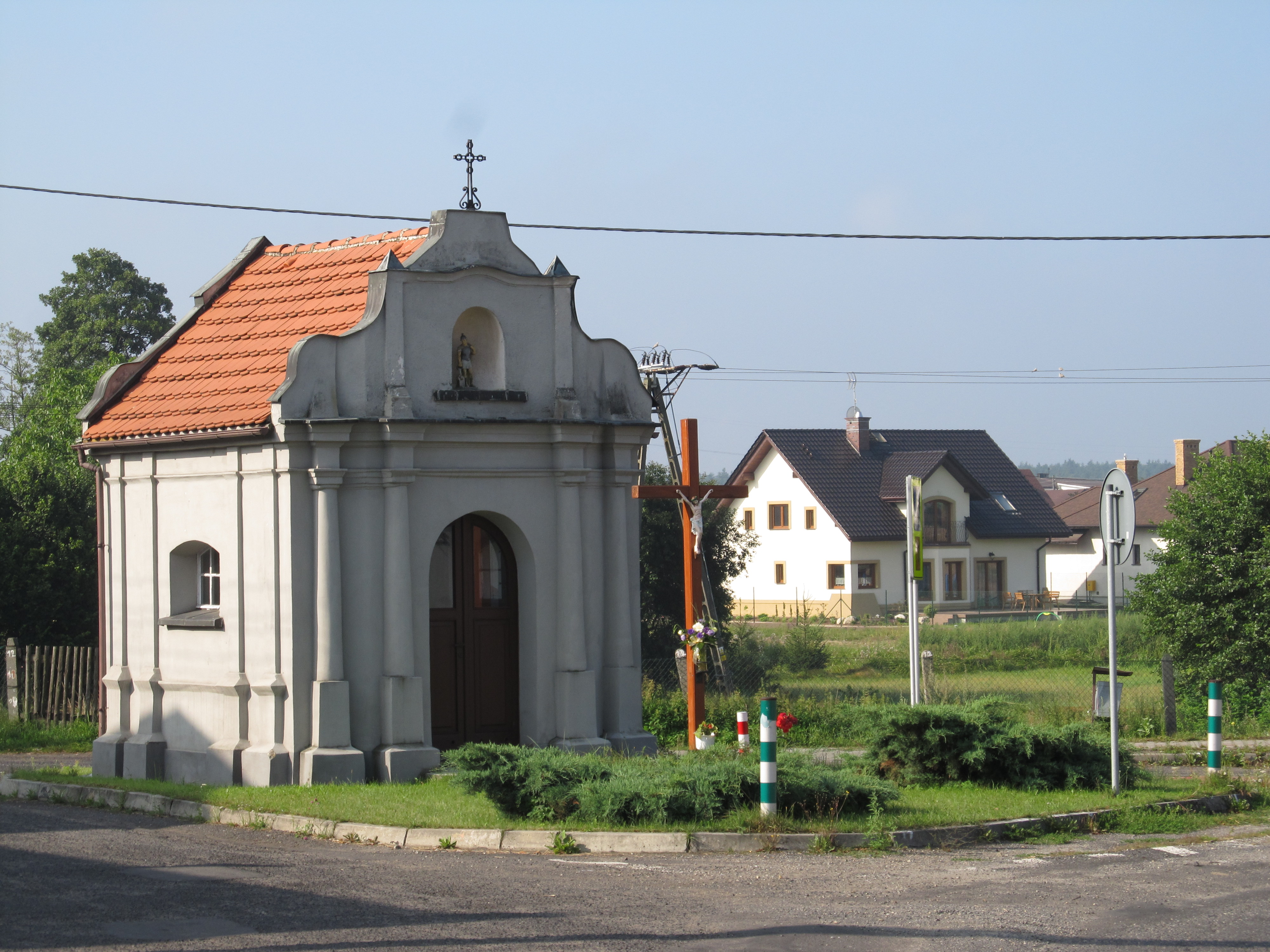
Wegkapelle

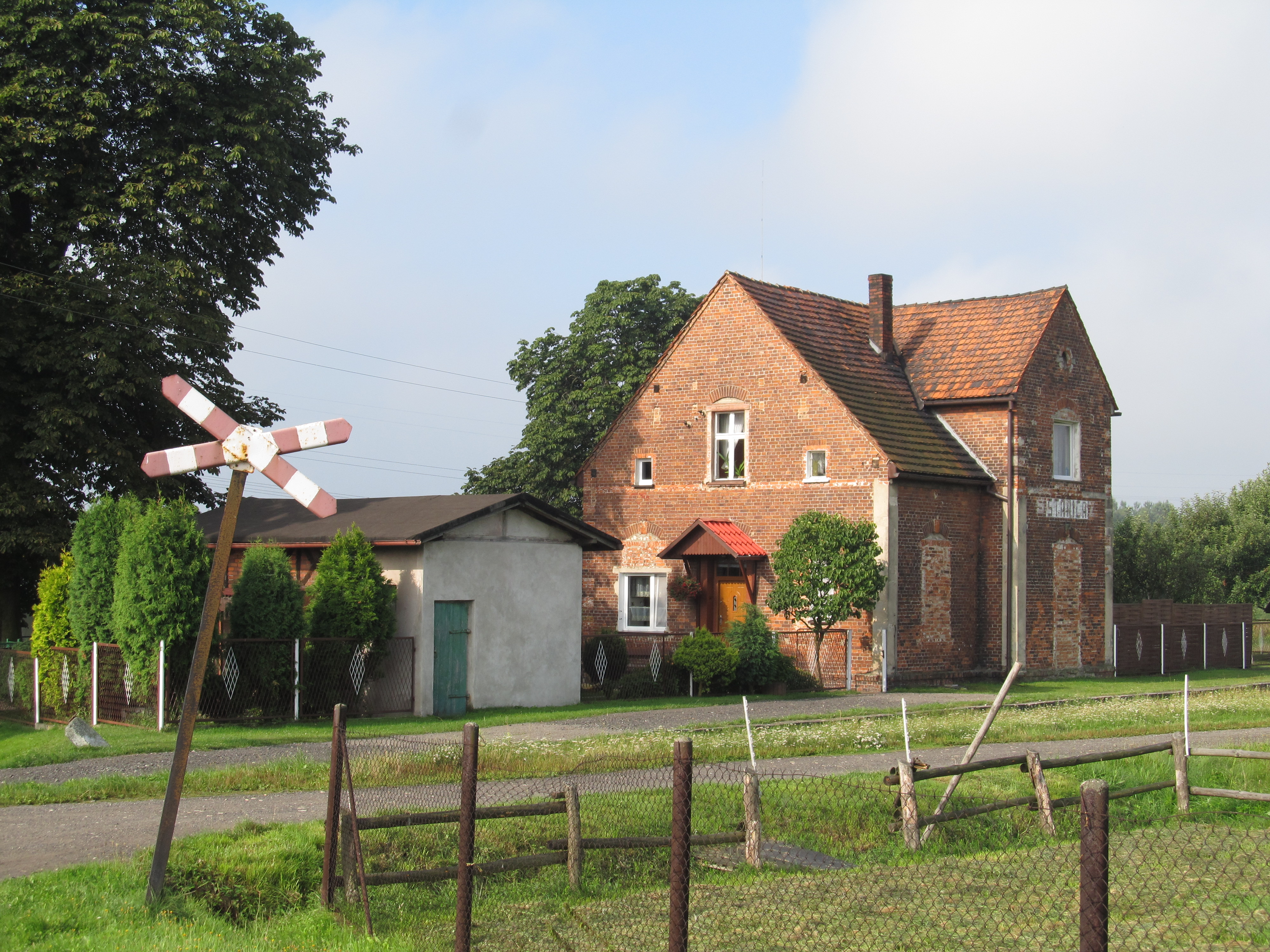
Bahnhof der ehem. Kleinbahn

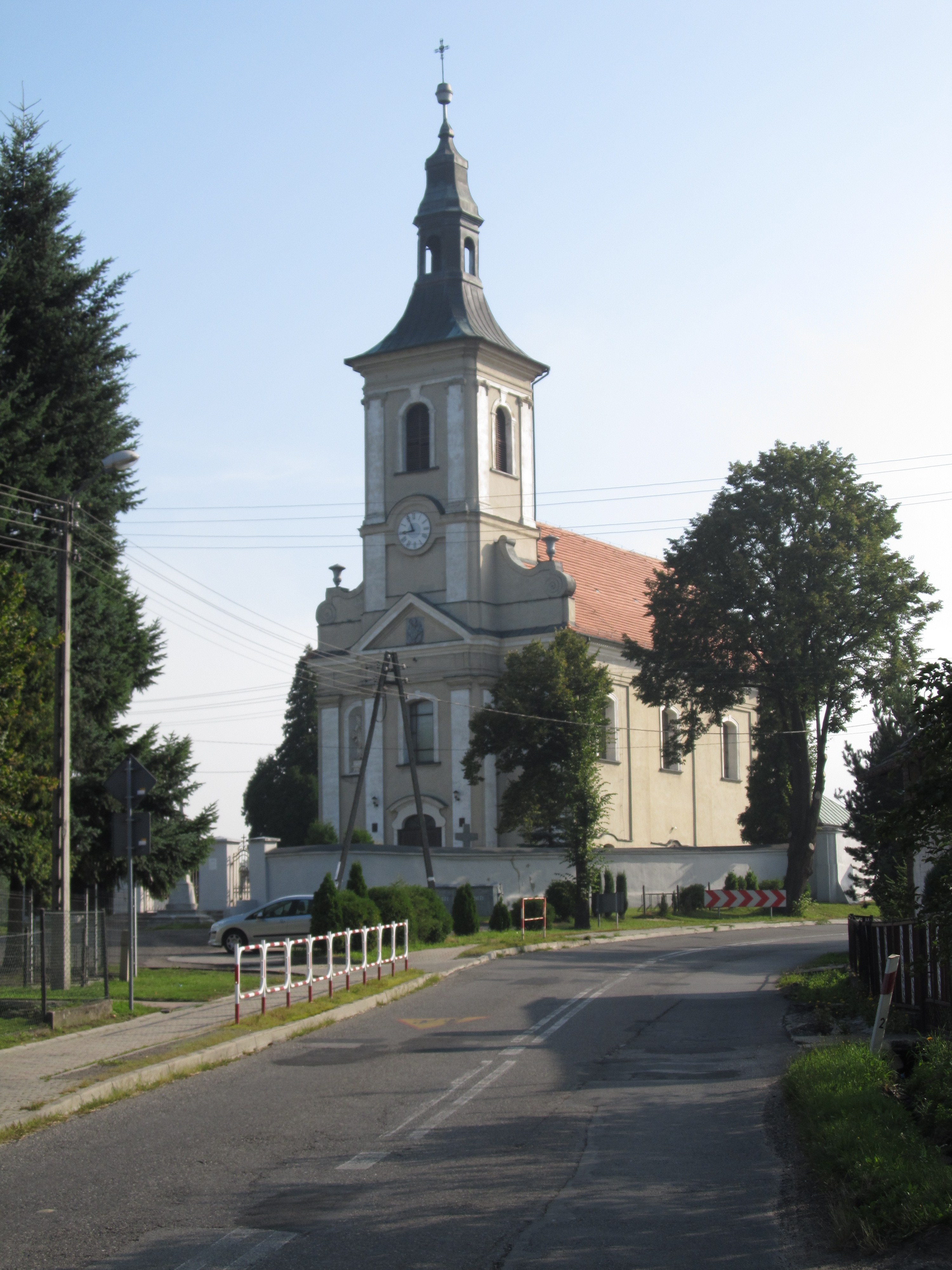
Martinskirche

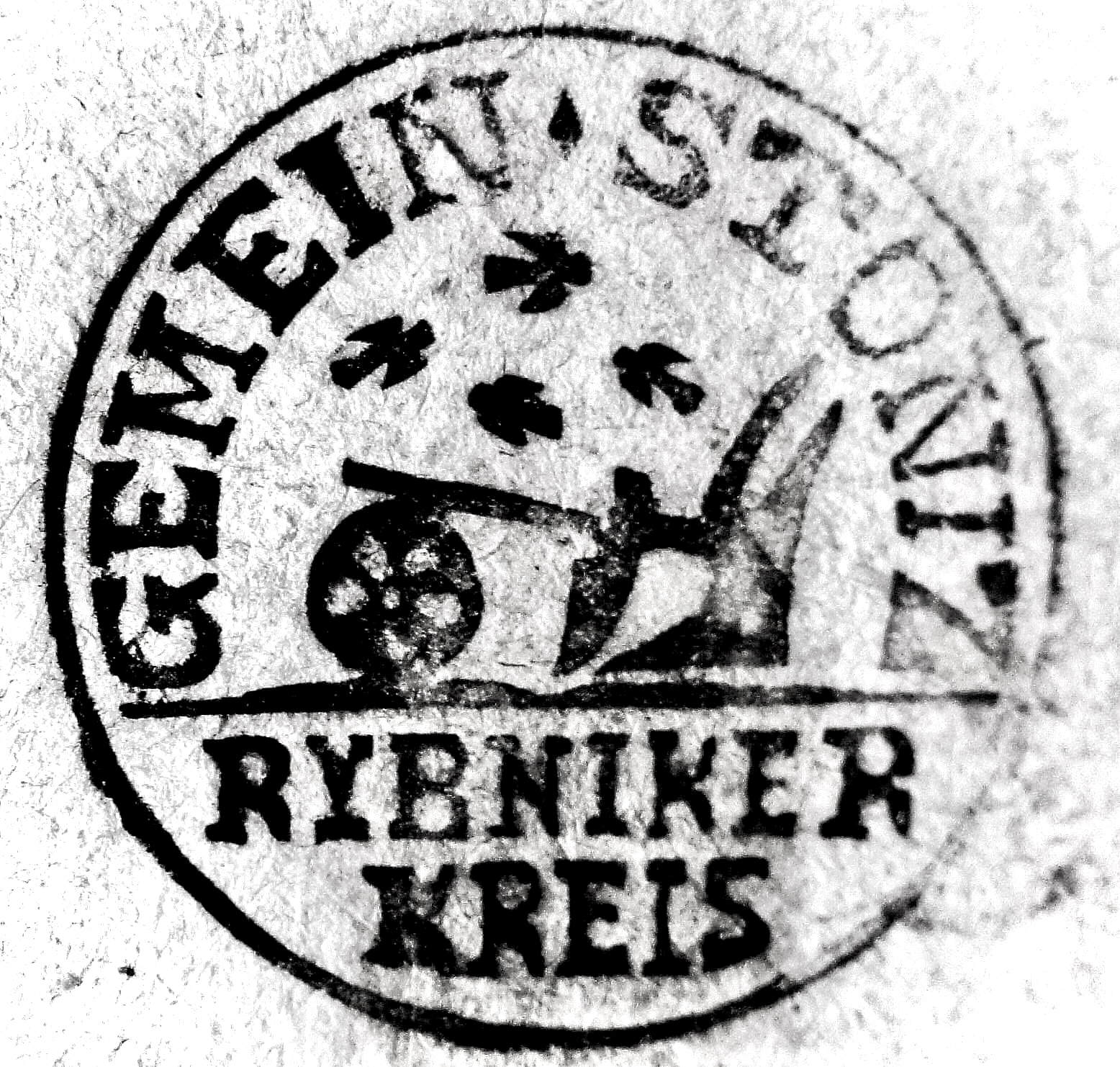
Altes Gemeindesiegel

Stanica liegt 14 Kilometer südwestlich von der Kreisstadt Gliwice (Gleiwitz) und 36 Kilometer westlich von der Woiwodschaftshauptstadt Kattowitz.
Durch den Ort verlief die ehemalige Kleinbahn Gleiwitz–Rauden–Ratibor.

## Geschichte
Der Ort entstand spätestens im 13. Jahrhundert und wurde 1258 erstmals urkundlich in der Stiftungsurkunde des Klosters Rauden als „Stanicz“ erwähnt (Stanicia, Stonitz, von Stanie = Standort, Ruheort, vermutlich Standort eines früheren Jagdschlosses).
1742 kam der Ort mit dem Großteil Schlesiens an Preußen. Der Ort wurde 1784 im Buch Beyträge zur Beschreibung von Schlesien als Stani(t)z erwähnt, gehörte dem Kloster Rauden und lag im Kreis Ratibor des Fürstentums Ratibor. Damals hatte er ein Vorwerk, eine Kirche, eine Schule, zwei Mühlen, 15 Bauern, 22 Gärtner und 260 Einwohner. Mit der Neuordnung der Verwaltungsstruktur in Schlesien 1818 wechselte der Ort vom Landkreis Ratibor zum Landkreis Rybnik. Nach der Säkularisation kam Stanitz in den Besitz des Landgrafen zu Hessen-Rotenburg und 1834 durch Erbschaft an das Haus Hohenlohe-Waldenburg-Schillingsfürst. 1865 hatte Stanitz 177 Haushalte und 841 Polnisch sprechende Einwohner, sowie ein herzogliches Vorwerk, eine eingängige Wassermühle, eine Filialkirche und ein Schulgebäude. Zu Stanitz gehörte die Kolonie Gurniken mit 20 Haushalten und 75 Polnisch sprechenden Einwohnern. Die Schule hatte zu diesem Zeitpunkt 284 Schüler.
Bei der Volksabstimmung in Oberschlesien am 20. März 1921 stimmten im Ort 159 Wahlberechtigte für einen Verbleib Oberschlesiens bei Deutschland und 417 für eine Zugehörigkeit zu Polen. Stanitz verblieb nach der Teilung Oberschlesiens 1922 beim Deutschen Reich. Doch der Großteil des Landkreises Rybnik kam an Polen, der kleine bei Deutschland verbliebene Teil wurde an die benachbarten Landkreise verteilt. Zum 1. Januar 1927 kam der Ort zum Landkreis Ratibor. Am 10. Juni 1936 wurde der Ort im Zuge einer Welle von Ortsumbenennungen der NS-Zeit in Standorf umbenannt. Bis 1945 befand sich der Ort im Landkreis Ratibor.
1945 kam der bis dahin deutsche Ort unter polnische Verwaltung und wurde anschließend der Woiwodschaft Schlesien angeschlossen und ins polnische Stanica umbenannt. 1950 kam der Ort zur Woiwodschaft Oppeln. Bereits 1952 kam der Ort nach einer Grenzkorrektur zur Woiwodschaft Kattowitz. 1999 kam der Ort zum wiedergegründeten Powiat Gliwicki und zur neuen Woiwodschaft Schlesien.

### Einwohnerentwicklung
| 1785 |  | 260                        |
| 1840 |  | 693 (davon 14 evangelisch) |
| 1855 |  | 781                        |
| 1861 |  | 961                        |
| 1901 |  | 624                        |
| 1913 |  | 961                        |
| 1941 |  | 1106                       |

## Bauwerke und Sehenswürdigkeiten
- Das Bahnhofsgebäude der ehemaligen Kleinbahn Gleiwitz–Rauden–Ratibor.[6]
- Spätbarocke Wegkapelle aus dem 19. Jahrhundert.
- Friedhof neben der Kirche mit Kreuzen aus dem 19. Jahrhundert.
- Wohn- und Wirtschaftsgebäude aus dem 19. Jahrhundert.

### Kirche
Die dem heiligen Martin geweihte Kirche in Stanitz wurde erstmals 1264 erwähnt, ein eigener Pfarrer lässt sich 1392 nachweisen. Sie blieb bis 1812 Hauptkirche und wurde anschließend Filiale von Rauden. Das heute noch erhaltene klassizistische Kirchengebäude entstand zwischen 1801 und 1813, ist röm.-kath. Kirche (Parafia św. Marcina Stanica) und gehört zum Bistum Gliwice.
Nach einem Sturm im Dezember 2017 musste das Kreuz der Kirchturmspitze samt Turmkugel zur Reparatur abgetragen werden. In der Turmkugel befand sich eine "Zeitkapsel", die wiederum zahlreiche Dokumente aus der Geschichte von Stanitz sowie Zeitungsausschnitte und Reliquien enthielt.